# Liste des évêques de Ho
Cette page présente la liste des évêques de Ho au Ghana. 

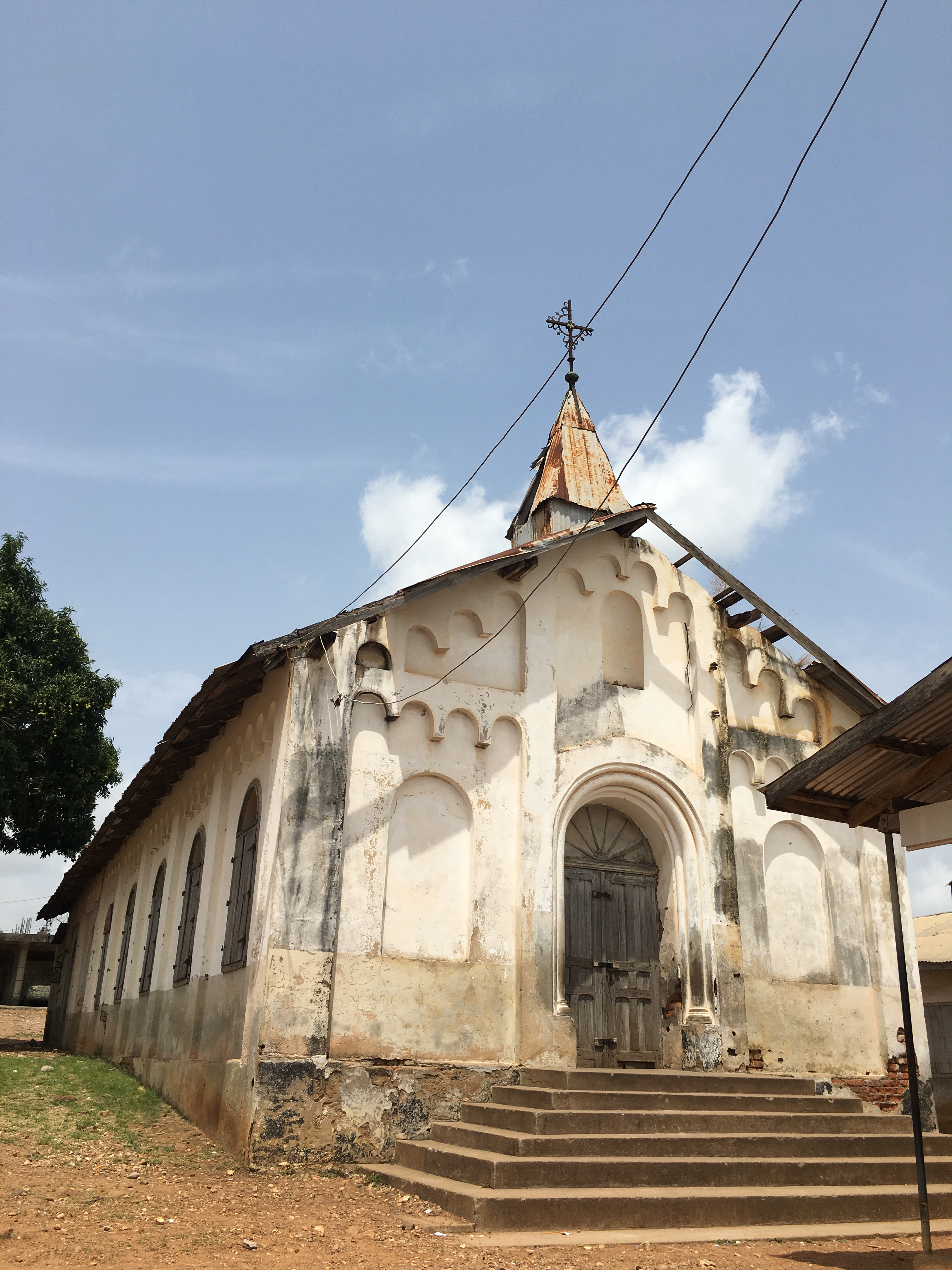
Cathédrale du Sacré-Cœur.

Le diocèse d'Ho (en) (Dioecesis Hoensis) est créé le 19 décembre 1994, par scission de celui de Keta-Ho (en).

## Sont évêques
- 19 décembre 1994-14 juillet 2015 : Francis Lodonu (en) (Francis Anani Kofi Lodonu), précédemment évêque de Keta-Ho
- depuis le 14 juillet 2015 : Emmanuel Fianu (de) (Emmanuel Kofi Fianu) S.V.D

## Sources
- Fiche du diocèse sur le site catholic-hierarchy.org